# دمکسیپتیلین
دمکسیپتیلین(به انگلیسی: Demexiptiline) (با نام تجاری Deparon Tinoran) یک داروی ضدافسردگی سه‌حلقه ای (TCA) است که در فرانسه برای درمان افسردگی استفاده می شود. این ماده در درجه اول به عنوان یک مهارکننده بازجذب نوراپی‌نفرین مشابه دزپپرامین عمل می کند.